# 채현병
채현병(1949년 2월 24일 ~ )은 대한민국의 정치인이다. 제37대 홍성군수를 역임했다.

## 학력
- 홍동초등학교 (졸업)
- 홍성중학교 (졸업)
- 홍성고등학교 (졸업)
- 혜전대학교 (행정전산과 / 학사)
- 한국방송통신대 (자연과학대학 농학과)

## 전과
- 공직선거법위반: 벌금 150만원 - 2006년 9월 25일 선고[1]

## 역대 선거 결과
|  | 39.65% |

|  | 35.80% |

|  | 15.87% |